# Île Saint-Lanne Gramont
Île Saint-Lanne Gramont je nenaseljeni otok, četvrti najveći otok u otočju Kerguelen, smješten sjeverno od presqu'île de la Société de géographie, s površinom od 45,8 km2. Najviši vrh je na 480 m/nm i nalazi se na 48°55′20.1″S 69°10′26″E / 48.922250°S 69.17389°E. Otok je izdužen u smjeru sjever-jug, s najvećom duljinom od 13 km i najvećom širinom od 3 km. Na otoku nema nema unesenih životinja.

## Važno područje za ptice
Otok je, zajedno sa susjednim i relativno velikim otocima Île Foch i Île Howe, kao i manjim Île MacMurdo, Île Briand, Îles Dayman i Îlots Hallet, BirdLife International identificirao kao važno područje za ptice (IBA) zbog svoje vrijednosti kao mjesta za razmnožavanje, posebno za morske ptice, s najmanje 29 vrsta koje se gnijezde u IBA području.

## Vanjske poveznice
- Geoportail - Carte des îles Kerguelen  Arhivirana inačica izvorne stranice od 14. studenoga 2007. (Wayback Machine)
- World of islands - Île Saint-Lanne Gramont